# Vopařilova jedle
Vopařilova jedle, také známá jako Kadidlová jedle, byla až do prosince roku 2003 největší památnou jedlí v České republice. Rostla v levobřežní boční úžlabině potoka Lubenský u hranice katastrálních území obcí Široký Důl a Lubná, asi 1,6 km jižně od západního konce vesnice Lubná a 1,4 km severozápadně od obce Široký Důl v okrese Svitavy. Vopařilova jedle nesla jméno majitelů lesa, byla asi 350 let stará a vysoká 45 m s obvodem kmene 460 cm.

## Základní údaje
- název: Vopařilova jedle, Kadidlová jedle[3]
- výška: 43 m (1994)[4], 44 (47) m (1997)[4], 45 m (2000)[3]
- obvod: 442 cm (1994)[4], 450 cm (1997)[4], 460 cm (2000)[3]
- věk: 350 let[3]
- zdravotní stav: 1 (1994)[4], 3 (1997)[4]

## Stav stromu a údržba
Ještě v roce 1994 byla jedle ve výborném zdravotním stavu, roku 1997 byl uváděn zdravotní stav 3 (tedy průměrný). Při prohlídce v roce 2000 byla diagnostikována červená hniloba. Ta však nebyla hlavní příčinou pádu, ke kterému došlo při vichřici 6. prosince 2003 (tentýž den, kdy padl vánoční strom na Staroměstském náměstí v Praze). Vítr strom rozhoupal a vyvrátil z kořenů. Na místě zůstala ležet více než 12 metrů dlouhá část kmene, který se vyvrátil z kořenů. I torzo padlého stromu stále stojí za vidění.

## Další zajímavosti
Na přelomu 80. a 90. let 20. století byla v místě vybudována vidlice s informační tabulí. Po pádu stromu byly opakovaně vystaveny zápisky z knihy vzkazů, která byla přímo u stromu k dispozici turistům. Podle nich strom navštívili i lidé z Holandska, Itálie, Německa, Ruska a Slovenska.

## Památné a významné stromy v okolí
Původně v místě stály jedle tři. První byla poražena roku 1898. Pro odtažení kmene bylo třeba šesti párů koňských potahů, na pařezu napočítal Jan Sejkora ze Širokého Dolu č. 24 přes 300 letokruhů. Druhá jedle padla při velkém polomu 28. října 1929.
- Lukasova lípa
- Pajkrův dub
- Lípa v Pusté Rybné
- Drašarova lípa